# Cebus
A Cebus az emlősök (Mammalia) osztályának a főemlősök (Primates) rendjébe, ezen belül a csuklyásmajomfélék (Cebidae) családjába és a csuklyásmajomformák (Cebinae) alcsaládjába tartozó típusnem.

## Rendszertani besorolásuk
A csuklyásmajomformák alcsaládjába tartozó fajokat, korábban két csoportra osztották, de ezzel a felosztással, nem minden tudós értett egyet, emiatt, 2011-ben és 2012-ben, Jessica Lynch Alfaro és társai a Cebus nemből kivonták az úgynevezett C. apella csoportot és nemi szintre emelték, Sapajus név alatt. A Cebus nem kettéválasztásának oka a nemen belüli különböző testfelépítés volt; az új Sapajus nembe a robusztusabb testfelépítésű fajok kerültek, míg a Cebus nemben megmaradtak a karcsút testfelépítésűek, azaz a C. capucinus csoportbeliek.

## Rendszerezésük
A nembe, melyet korábban C. capucinus csoportként volt ismert, az alábbi 4 faj tartozik:
- fehérhomlokú csuklyásmajom (Cebus albifrons) (Humboldt, 1812)
- közönséges csuklyásmajom (Cebus capucinus) (Linnaeus, 1758) - típusfaj
- Cebus kaapori Queiroz, 1992
- rőt csuklyásmajom (Cebus olivaceus) Schomburgk, 1848